# کارشالتون
longitudeکارشالتونlatitudeکارشالتون
کارشالتون (به انگلیسی: Carshalton) یک نبرد در بریتانیا است که در انگلستان واقع شده‌است.